# Gasan
Gasan is een gemeente in de Filipijnse provincie Marinduque op het gelijknamige eiland. Bij de laatste census in 2007 had de gemeente bijna 34 duizend inwoners.

## Geografie

### Bestuurlijke indeling
Gasan is onderverdeeld in de volgende 25 barangays:
| - Antipolo - Bachao Ibaba - Bachao Ilaya - Bacongbacong - Bahi - Bangbang - Banot - Banuyo - Barangay I - Barangay II - Barangay III - Bognuyan - Cabugao | - Dawis - Dili - Libtangin - Mahunig - Mangiliol - Masiga - Matandang Gasan - Pangi - Pingan - Tabionan - Tapuyan - Tiguion |

## Demografie
Gasan had bij de census van 2007 een inwoneraantal van 33.772 mensen. Dit zijn 3.540 mensen (11,7%) meer dan bij de vorige census van 2000. De gemiddelde jaarlijkse groei komt daarmee uit op 1,54%, hetgeen lager is dan het landelijk jaarlijks gemiddelde over deze periode (2,04%). Vergeleken met de census van 1995 is het aantal mensen met 6.828 (25,3%) toegenomen.

De bevolkingsdichtheid van Gasan was ten tijde van de laatste census, met 33.772 inwoners op 100,88 km², 334,8 mensen per km².

## Geboren in Tarlac
- Asuncion Arriola-Perez (15 augustus 1895), sociaal werkster en schrijver (overleden 1967).